# Muscle semi-épineux du cou
Le muscle semi-épineux du cou (ou muscle demi-épineux de la nuque) est un muscle pair du dos.
C'est un des muscle semi-épineux du groupe des muscles transversaires épineux.

## Description
Le muscle semi-épineux du cou est situé en haut de la région dorsale au-dessus du muscle semi-épineux du thorax et il est plus épais que ce dernier.

## Origine
Le muscle semi-épineux du cou nait du bord supérieur des processus transverses des cinq ou six premières vertèbres thoraciques.

## Trajet
Le muscle semi-épineux du cou se dirige vers le haut.

## Insertion
Le muscle semi-épineux du cou se termine sur les processus épineux des deuxième (axis), troisième, quatrième et cinquième vertèbres cervicales.

## Innervation
Le muscle semi-épineux du cou est innervé par les rameaux médiaux des branches postérieures des nerfs spinaux cervicaux et thoraciques.

## Action
Le muscle semi-épineux du cou est extenseur de la colonne cervicale et par contraction monolatérale permet l'inclinaison homolatérale celle-ci.